# Emperador Gaozu de Tang
Gaozu (xinès: 高祖) (566 - 635) primer emperador de la Dinastia Tang. Va regnar des de l'any 618 fins a l'any 626 quan un dels seus fills, Li Shimin el fa fer abdicar i va ocupar el seu lloc amb el nom d'emperador Taizong.

## Biografia
Li Yuan (xinès: 李渊) va néixer l'any 566 fill del duc Ren de Tang, Li Bing i de la duquessa Dugu. Va regnar des de l'any 618 fins a l'any 626 amb el nom d'emperador Gaozu.
Va tenir disset concubines, vint-i-dos fills i dinou filles.
Durant la Dinastia Sui va ocupar diferents càrrecs civils i militats en els mandats de l'emperador Wen i de l'emperador Yang. El 615 Li Yuan va encarregar-se de les operacions militars a la zona de Hedong. El 616 es va convertir en governador amb seu a la ciutat de Taiyuan, a l'actual província de Shanxi, on va consolidar el seu poder. També va desenvolupar relacions pacífiques amb els Göktürks, pobles nòmades que dominaven l'important comerç de la Ruta de la Seda. Alguns historiadors el consideren el responsable d'unificar la Xina i establir els fonaments polítics, socials i econòmics per a una de les èpoques daurades de la història xinesa.
Va morir el 25 de juny de 635 i va rebre el nom postum o d'Era de Wude (xinès: 武德). La seva tomba es troba a Xianling, a la província de Shaanxi.

### Caiguda de la Dinastia Sui i inici de la Dinastia Tang
La Dinastia Tang va sorgir com a resultat deles lluites internes que van desintegrar la dinastia Sui. La dinastia havia governat la Xina des del 581, però ja a principis del segle vii, els Sui tenien problemes aparentment insalvables per al seu regnat.
Li Yuan es va rebel·lar contra el govern de Yang de Sui l'any 617 i va capturar la capital Chang'an, nomenant el seu germà Yang Tong com a emperador titella amb el nom de Gong de Sui, tanmateix, només els comandaments sota el control de Li van reconèixer a Yang You com a emperador i la resta de comandaments van continuar reconeixent l'emperador Yang com a emperador. L'any 618, després que va arribar la notícia que l'emperador Yang havia estat assassinat pel general Yuwen Huaji, Li va fer que el jove emperador li cedís el tron amb el nom d'Emperador Gaozu de Tang, i va fer assassinar i executar a Yang You un any després completant la transició de Sui a Tang, encara que Yang Tong va reclamar el tron fins al 619.
Malgrat el paper de Li Yun alguns historiadors tradicionals han atorgat a un dels seus fills, Li Shimin, un paper clau en l'aixecament del seu pare contra la dinastia Sui durant l'any 617. En la campanya inicial per prendre la capital, ell i el seu germà gran, Li Jiancheng, eren dos comandants de l'exercit. Li Shimin es va distingir com un gran estratega i va ser el principal responsable de la conquesta de la capital Luoyang, que va caure després de la batalla d'Hulao el 621, i de la zona oriental. També la seva filla la Princesa Pingyang (平阳公主; pinyin: Píngyáng Gōngzhǔ), formalment princesa Zhao de Pingyang (xinès, anys 590-623) va ajudar a prendre el poder i, finalment, a fer-se càrrec del tron de la dinastia Sui organitzant un "Exèrcit de la Dama" (xinès: 娘子軍), comandat per ella mateixa, en la seva campanya per capturar la capital Sui, Chang'an. A la seva manera, va ser la primera general de la dinastia Tang.

### Primers anys del regnat de Gaozu
En l'organització de la nova dinastia, Gaozu va seguir el criteri de mantenir en els llocs de govern als mateixos funcionaris de la dinastia anterior, i els sistemes financers, militars, administratius i judicials eren majoritàriament dirigits per les mateixes persones. Amb aquesta política va evitar una guerra civil entre el nord i el sud.
Durant el seu govern va establir el 621 el Kaiyuan Tongbao, una nova moneda en substitució del Wu Zhu. Es va començar a recopilar la història oficial de la Xina. Va incloure la pràctica d'exàmens i proves per obtenir càrrecs governamentals i el terreny religiós va restablir el taoisme i el confucianisme com a religions oficials de l'estat.

### Fi del regnat
A mesura que la dinastia Tang començava a prosperar, va créixer la rivalitat entre els fills de l'emperador Gaozu. Un d'ells, Li Shimin, va obtenir els millors resultats militars i les seves forces van derrotar els principals rivals de la dinastia. Això el va portar a tenir una reputació militar superior, així com obtenir el favor del seu pare, que va considerar nomenar príncep hereu. Mentrestant, uns altres fills, com Li Jiancheng i Li Yuanji, volien que Li Jiancheng fos el successor.
El 622 Li Jiancheng va dirigir la batalla contra Liu Heita, que es va aixecar per venjar Dou Jiande, assassinat per Gaozu l'any 621, i va recuperar breument el territori de Dou al nord del riu Groc, l'única amenaça greu que quedava per a la dinastia Tang. L'any següent, Liu va ser capturat per un dels seus propis oficials. Va ser lliurat a Li Jiancheng que el va executar. L'objectiu d'unir la Xina era gairebé complet.
Amb l'objectiu de suavitzar les lleis anteriors i reduir els càstigs físics (com ara mutilacions) i per tal d'asserenar les tensions socials en els territoris acabats de pacificar de la dinastia Tang, l'any 624 es va redactar a petició de l'emperador Gaozu es va redactar el Codi Tang.
Al 624, però, Li Jianchenge va començar a aglomerar els seus exèrcits contra els desitjos de l'emperador Gaozu. Quan l'emperador es va assabentar d'això, va posar Li Jiancheng sota arrest i va prometre fer de Li Shimin el seu hereu. Preocupat pel fet que Li Jiancheng tenia un gran exèrcit sota el seu comandament, Li Shimin va dir al seu pare que tant Li Jiancheng com Li Yuchi cometien adulteri, mantenint relacions amb les concubines del seu pare, i va preparar una emboscada per matar-los a tots dos en el seu camí cap a la ciutat.
Després d'aquest atac brutal, l'emperador Gaozu l'any 626 va abdicar i va cedir el poder Li Shimin que es va convertir en l'emperador Taizong. Un cop retirat, l'emperador Gaozu va tenir poc control i poca influència sobre les polítiques de la dinastia.